# The New Mirror
The New Mirror è un cortometraggio muto del 1909. Il nome del regista non viene riportato nei credit del film.

## Trama
Una giovane donna riceve con sorpresa un regalo del marito: una bella specchiera per la camera da letto. Mentre la signora si specchia alla toilette, si accorge che alle sue spalle c'è uno sconosciuto nascosto dietro le tende della camera. Lei finge di non accorgersene, si alza ed esce tranquillamente. Giunta al piano terra, telefona subito alla polizia: gli agenti arrivano subito ma il ladro cerca di scappare dalla finestra. Ben presto, però, viene raggiunto ed arrestato.

## Produzione
Il film fu prodotto dalla Lubin Manufacturing Company.

## Distribuzione
Distribuito dalla Lubin Manufacturing Company, il film - un cortometraggio della lunghezza di 128 metri - uscì nelle sale cinematografiche statunitensi l'11 marzo 1909. Nelle proiezioni, veniva programmato con il sistema dello split reel, accorpato in un'unica bobina con due altri cortometraggi prodotti dalla Lubin, The Little Rag Doll e Which Was the Happiest Time of Your Life?.